# يوهان هاينريش فويت
يوهان هاينريش فويت (بالألمانية: Johann Henrich Voigt ) (و. 1613 – 1691 م) هو رياضياتي، وعالم فلك، وكاتب من ألمانيا . ولد في رودل اشتات.
توفي عن عمر يناهز 78 عاماً.